# 라티나 (이탈리아)
라티나(이탈리아어: Latina)는 이탈리아 라치오주 라티나도에 위치한 코무네다. 라티나도의 도청 소재지이며, 로마 다음으로 주에서 인구가 많은 도시이기도 하다.

## 역사
1932년 베니토 무솔리니 시대에 로마 동남쪽 60km 지점의 간척지 위에 건설된 새로운 계획 도시이다. 처음에는 리토리아(이탈리아어: Littoria)라 불렀다. 1934년 로마현에서 분리된 리토리아현의 현청이 되었다. 8각형으로 구획 정리된 가로 곳곳에 광장과 공원을 배치하였다. 1947년 현과 시의 이름은 라티나로 개칭되었으며, 새로운 간척지의 중심지로 발전하였다.

## 경제
제약, 화학 산업, 치즈 생산업이 있고 뛰어난 서비스 부문을 가지고 있다. 농업 중심지이기도 하다. 라티나 핵발전소가 있었지만 지금은 가동을 중단하고 해체 작업을 하고 있다.

## 인구
| 연도          | 인구    | ±%      |
| ------------- | ------- | ------- |
| 1871          | 407     | —       |
| 1881          | 509     | +25.1%  |
| 1901          | 916     | +80.0%  |
| 1911          | 990     | +8.1%   |
| 1921          | 1,227   | +23.9%  |
| 1931          | 1,812   | +47.7%  |
| 1936          | 19,654  | +984.7% |
| 1951          | 35,187  | +79.0%  |
| 1961          | 49,331  | +40.2%  |
| 1971          | 78,210  | +58.5%  |
| 1981          | 93,738  | +19.9%  |
| 1991          | 106,203 | +13.3%  |
| 2001          | 107,898 | +1.6%   |
| 2011          | 117,892 | +9.3%   |
| 2021          | 127,861 | +8.5%   |
| Source: ISTAT |         |         |

## 기후
라티나는 대부분의 남부 이탈리아와 같은 지중해성 기후(쾨펜의 기후 구분 Csa)에 속한다.
| 라티나의 기후            | 라티나의 기후 | 라티나의 기후 | 라티나의 기후 | 라티나의 기후 | 라티나의 기후 | 라티나의 기후 | 라티나의 기후 | 라티나의 기후 | 라티나의 기후 | 라티나의 기후 | 라티나의 기후 | 라티나의 기후 | 라티나의 기후 |
| 월                       | 1월           | 2월           | 3월           | 4월           | 5월           | 6월           | 7월           | 8월           | 9월           | 10월          | 11월          | 12월          | 연간          |
| ------------------------ | ------------- | ------------- | ------------- | ------------- | ------------- | ------------- | ------------- | ------------- | ------------- | ------------- | ------------- | ------------- | ------------- |
| 일평균 최고 기온 °C (°F) | 11.1 (52.0)   | 12.2 (54.0)   | 16.1 (61.0)   | 19.4 (66.9)   | 23.9 (75.0)   | 27.8 (82.0)   | 31.1 (88.0)   | 30.6 (87.1)   | 27.8 (82.0)   | 22.2 (72.0)   | 16.7 (62.1)   | 13.3 (55.9)   | 21.1 (70.0)   |
| 일평균 최저 기온 °C (°F) | 2.8 (37.0)    | 3.3 (37.9)    | 6.1 (43.0)    | 8.9 (48.0)    | 12.8 (55.0)   | 16.1 (61.0)   | 18.3 (64.9)   | 18.3 (64.9)   | 16.1 (61.0)   | 11.7 (53.1)   | 7.2 (45.0)    | 5.0 (41.0)    | 10.6 (51.1)   |
| 평균 강수량 mm (인치)    | 81.3 (3.20)   | 68.6 (2.70)   | 73.7 (2.90)   | 66.0 (2.60)   | 58.9 (2.32)   | 40.7 (1.60)   | 17.8 (0.70)   | 25.4 (1.00)   | 66.0 (2.60)   | 127.0 (5.00)  | 111.8 (4.40)  | 99.1 (3.90)   | 830.6 (32.70) |
| 출처: Weatherbase        |               |               |               |               |               |               |               |               |               |               |               |               |               |

## 자매 도시
- 스페인 팔로스데라프론테라
- 브라질 파호필랴
- 영국 비컨헤드

## 같이 보기
- FC 라티나